# Кафанова, Феодосия Семёновна
Феодосия Семёновна Кафанова (26 июня 1914 года, Бобров, Бобровский уезд, Воронежская губерния, Российская империя — неизвестно) — ткачиха шёлкоткацкой фабрики имени 26 Бакинских комиссаров Среднеазиатского совнаркома, Самарканд, Узбекская ССР. Герой Социалистического Труда (1965).

## Биография
Родилась в 1914 году в крестьянской семье в Боброве, Воронежская губерния. С 1938 года трудилась ученицей, ткачихой на шёлкоткацкой фабрике имени 26 Бакинских комиссаров в Самарканде.
Ежегодно показывала высокие результаты в своей трудовой деятельности. Досрочно выполнила личные социалистические обязательства и плановые задания Шестой пятилетки (1956—1960). Указом Президиума Верховного Совета СССР от 1 марта 1965 года удостоена звания Героя Социалистического Труда с вручением ордена Ленина и золотой медали «Серп и Молот».
Вышла на пенсию в 1968 году. Дальнейшая судьба не известна.